# Арагорн I
Във фантастичната Средна земя на британския писател Джон Роналд Руел Толкин Арагорн I (на английски: Aragorn I) е петият по ред вожд на дунеданците.
Той е отгледан от Елронд в Ломидол, докато баща му Аравир живее в пустошта. След като Аравир умира през 2319 г. от Третата епоха на Средната земя, Арагорн I става вожд на дунеданците. Неговото управление е кратко, защото е убит от вълци през 2327 г., едва 8 години след като наследява баща си като вожд. По това време вълците се превръщат в проблем за дунеданците. През следващите години многократно им се налага да се бият срещу вълците.
След смъртта на Арагорн I той е наследен от сина си Араглас.
Арагорн II, който по късно става крал Елесар и владетел на обединеното кралство на хората, е потомък на Арагорн I и е кръстен на него.